# النساء في ماكاو

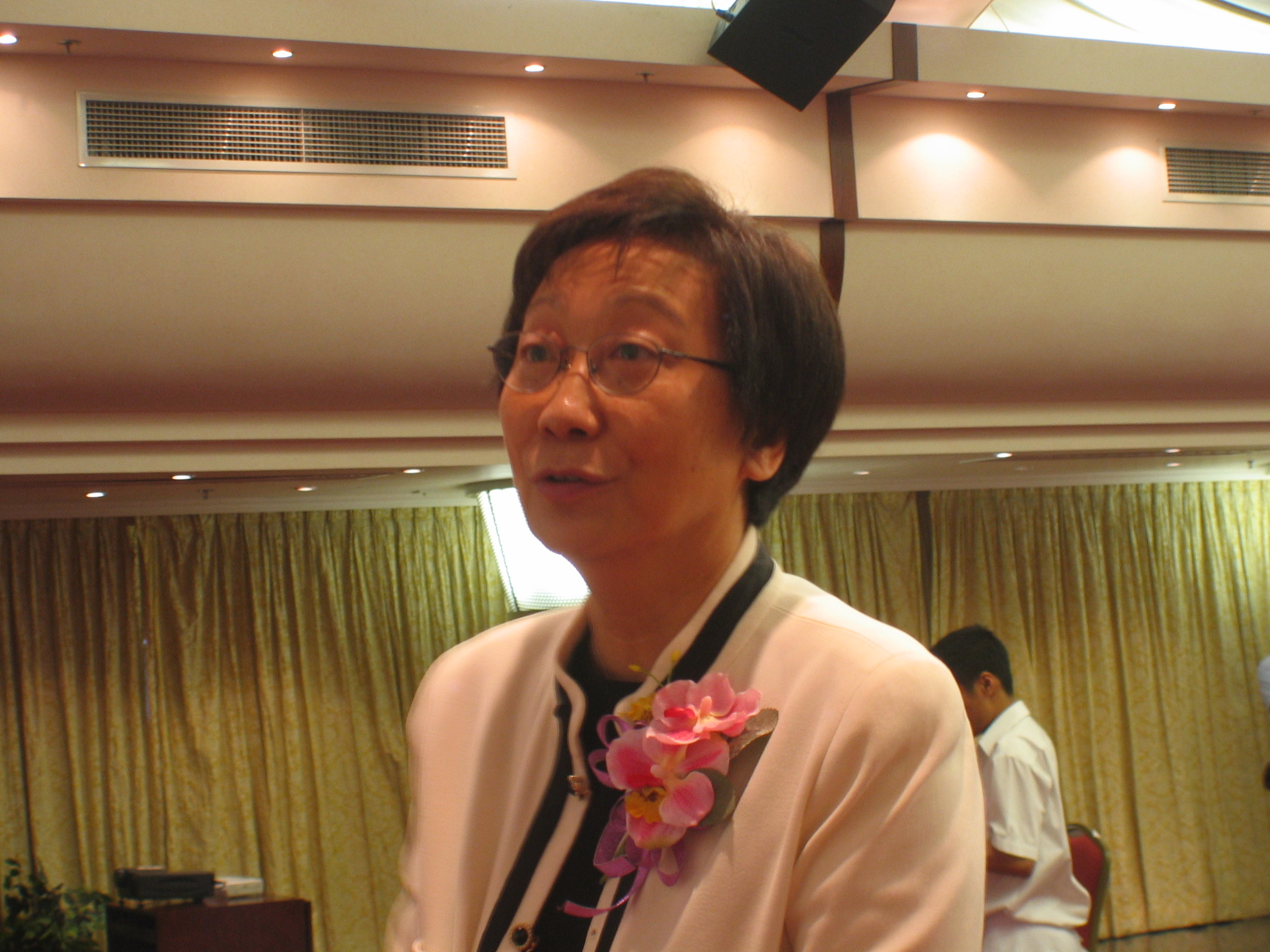
سوزانا تشو فاز دا لوز، المعروفة أيضًا باسم تشو كي جان، سياسية في ماكاو.

النساء في ماكاو، كما وصفته كانديس تشيو نجان إينغ، رئيسة الجمعية العامة للنساء في ماكاو، في عام 2010، يعرّفن أنفسهن حاليًا على أنهن قادرات وقويات لا يمكن تعويضهن لحضارة ماكاو الحالية.

## حياة منزلية

### تعليم
غالبًا ما تُعتبر رعاية الطفل عملاً للنساء، وحدثت حالة مماثلة في ماكاو، ولكن لاحقًا، قررت المزيد من النساء تلقي التعليم. إن تحسين المستوى التعليمي للمرأة في ماكاو له علاقة كبيرة بتحسين نظام التعليم في ماكاو والتحسين العام للوعي التعليمي للمرأة. من عام 1970 إلى عام 2007، مع تحسن وضع المرأة في المجتمع وزيادة اهتمام الناس بالتعليم، زادت الطالبات الجامعيات من 10.8 مليون إلى 77.4 مليون. ومع ذلك، لا تزال هناك أميات بين النساء في ماكاو. الحل الممكن هو تغيير التفكير التقليدي والسماح لمزيد من النساء بتلقي التعليم. بالإضافة إلى ذلك، يمكن القضاء على المسافة بين الجنسين من خلال
مستويات التعليم المختلفة.

### مهنة
في أوائل التسعينات، أصبحت نساء ماكاو قوة لا غنى عنها في سوق العمل. وفقا لمسح العمالة في عام 1991 من مكتب الإحصاء والتعداد في ماكاو، كان معدل مشاركة المرأة في العمل 44.35 %، ثم في عام 1996، وصل المعدل إلى 45.32 %. وقد زاد مستوى دخل النساء العاملات في ماكاو في التسعينات، كما تقلصت فجوة الدخل مع الرجال. ومع ذلك، فإن نسبة النساء في فئة الدخل المنخفض أعلى بكثير من الرجال، والعكس بالعكس، فإن نسبة النساء في فئة الدخل المرتفع أقل بكثير. في عام 1994، شكلت النساء ذات متوسط الدخل الشهري أقل من 1000 يوان 78.47%، والمرأة ذات الدخل الشهري من 1.501 إلى 2000 يوان تمثل 84.58%، والمرأة ذات الدخل الشهري من 2000 إلى 2500 يوان تمثل 70.12%، ولكن النساء بمتوسط دخل شهري يزيد على 2500 يوان يمثل 28.1% فقط، بينما يمثل الرجال 71.86%. وهذا يدل على أن غالبية مستويات دخل المرأة في ماكاو أقل من المتوسط.

### المساواة بين الجنسين
وفقًا للمسح الذي أجرته شركة (Xinxin Chen)، تعتقد غالبية النساء اللاتي شملهن الاستطلاع أن وضعهن في الأسرة يساوي الرجال ولكن أقل اجتماعيًا من الرجال، وتشعر النساء الأصغر سنًا أن وضعهن الاجتماعي أكثر مساواة. وهذا يعكس التحسن الكبير الذي طرأ على الوضع الاجتماعي والأسري لنساء ماكاو مع تطور المجتمع، وتحسين تعليم المرأة والمشاركة الكبيرة في الأنشطة الاقتصادية.

### حياة عائلية
وفقا لمسح من قاعدة بيانات النساء في ماكاو، فإن المستجيبين غير راضين في الغالب عن التواصل مع عائلاتهم، وكذلك مع البيئة المعيشية، والاندماج مع الزوج بالإضافة إلى تعليم الأطفال. تختلف تجاربهم الحياتية أيضًا حسب العمر. من سن 18 إلى 30 عامًا، يشعر المستجيبون بعدم الرضا عن التواصل مع العائلات والوضع الاقتصادي. بالنسبة للفئة العمرية 31-55، فإن تعليم الأطفال وكذلك الوضع الاقتصادي هي الأشياء التي يقلق المستجيبون بشأنها، بعد سن 56، يشعر المستجيبون بقلق أكبر بشأن التواصل مع العائلات. بشكل عام، ستتغير سعادة الحياة الأسرية في نساء ماكاو وفقًا للأعمار المختلفة وحالة الدخل والحالة الزوجية.

## مشاركة سياسية
في ماكاو، خلال الفترة الاستعمارية البرتغالية، كانت جميع حقوق السيطرة على ماكاو يديرها سياسيون برتغاليون. ما يقرب من 96% من الصينيين لم تتح لهم الفرصة للمشاركة في السياسة. بالنسبة للنساء في ماكاو في ذلك الوقت، كانت فرص المشاركة السياسية نادرة. بعد فترة الاستعمار، سنت حكومة المنطقة الإدارية الخاصة تشريعات للقضاء على التمييز ضد المرأة. بالإضافة إلى ذلك، قامت مختلف المكاتب والإدارات بتحسين وحماية حقوق المرأة وحمايتها. على سبيل المثال، تنص المادة 38 من القانون الأساسي لمنطقة ماكاو الإدارية الخاصة لجمهورية الصين الشعبية على ما يلي: «حقوق ومصالح المرأة محمية في منطقة ماكاو الإدارية الخاصة.» وبالتالي، فإن مشاركة المرأة في السياسة محمية أيضا بموجب القوانين واللوائح ذات الصلة.

### فلوريندا تشان
فلوريندا تشان، السكرتيرة الرسمية للإدارة والعدل في ماكاو، بدأت في دراسة اللغة البرتغالية في سن العاشرة، ثم حصلت على درجة الماجستير في إدارة الأعمال. ثم تلقت تدريبًا على الإدارة العامة وأصبحت موظفة مدنية في سن العشرين. كانت بارزة في مواجهة أي تحد. في سن 45، أصبحت رئيسة إدارة ماكاو. إنها مجرد مثال نموذجي على مشاركة امرأة ماكاو في السياسة وأصبحت ناجحة للغاية. بعد فترة الاستعمار، ودخل الوعي بالمساواة بين الجنسين تدريجياً في التيار الرئيسي لصنع القرار، بدأ المزيد من النساء في المشاركة في الأحداث السياسية والمزيد من النساء يعملن في المناصب السياسية.

## تجارة الجنس
تجارة الجنس في ماكاو قضية. تُجبر ماكاو والنساء والفتيات الأجنبيات على ممارسة الدعارة في بيوت الدعارة والمنازل والشركات في المدينة.